# Lophospermum
Lophospermum je maleni rod penjačica iz porodice trpučevki , dio potporodice Antirrhinoideae. 
Sastoji se od 7 vrsta iz južnog Meksika i susjedne Gvatemale i Hondurasa. Tipična je Lophospermum scandens.

## Opis
Lophospermum je rod zeljastih višegodišnjih penjačica porijeklom iz planinskih područja Meksika i Gvatemale. One koje se penju koriste peteljke koje se uvijaju. Cvjetovi su im cjevasti, u nijansama crvene, ljubičaste i purpurne, a veće cvjetove oprašuju kolibrići. Vrste Lophospermum erubescens i Lophospermum scandens (tipična) uzgajaju se kao ukrasne biljke, kao penjačice ili puzavice. Uzgajaju se razne sorte Lophospermuma, često pod trgovačkim imenima kao što je "Lofos®".
Lophospermum vrste imaju vlaknasti korijen. Penju se pomoću vijugavih lisnih peteljki (peteljki), a ne pomoću vitica ili vijugavih stabljika. Duge stabljike su razgranate, s godinama postaju drvenaste pri dnu. Kod nekih vrsta stabljike rastu iz drvenastog caudexa – natečene strukture nalik lukovici na dnu stabljike. Listovi su trokutasti ili srcoliki sa šiljastim vrhom i nazubljenim rubovima (nazubljeni ili nazubljeni). I stabljike i lišće mogu imati ljubičastu boju.

## Vrste
1. Lophospermum breedlovei Elisens
2. Lophospermum chiapense Elisens
3. Lophospermum erubescens D.Don
4. Lophospermum purpurascens Elisens
5. Lophospermum purpusii (Brandegee) Rothm.
6. Lophospermum scandens D.Don
7. Lophospermum turneri Elisens